# 聚斂性思考
趋同思维（英語：Convergent Thinking）是一種解決問題模式，由美國心理學家喬伊·保羅·吉爾福特創立，與之相對的是擴散性思考。它不要求思考者有極高的創造力，而注重以其的舊有知識與經驗為思考的依據，去回答「正確」答案。聚斂性思考通常在學校作業和智力測試中的多項選擇題中。